# Carl Einstein
Pour les articles homonymes, voir Einstein (homonymie).
 (décembre 2023).
Si vous disposez d'ouvrages ou d'articles de référence ou si vous connaissez des sites web de qualité traitant du thème abordé ici, merci de compléter l'article en donnant les références utiles à sa vérifiabilité et en les liant à la section « Notes et références ».
Carl Einstein, ou Karl Einstein, est un historien de l'art et écrivain allemand, né le 26 avril 1885 dans une famille juive à Neuwied (Province de Rhénanie) et mort le 5 juillet 1940  à la frontière franco-espagnole. Il appartient au courant de l'expressionnisme, et fut, par ailleurs, un collaborateur de Jean Renoir.
Anarchiste, il combat pendant la révolution sociale espagnole de 1936.
Afin d’éviter de tomber aux mains des nazis, il se suicide en 1940.

## Biographie
Carl Einstein étudie la philosophie, la philologie et l'histoire de l’Art à Berlin. Lors d'un séjour à Paris, il découvre les peintres cubistes Pablo Picasso et Georges Braque.
Carl Einstein épouse en 1913 Maria Ramm (1887-1975), une traductrice, sœur d'Alexandra Ramm-Pfemfert. Ils ont une fille, Nina en 1915.
Ami de George Grosz, Braque et Picasso, militant anarchiste, Carl Einstein a mêlé dans ses écrits des considérations à la fois esthétiques et politiques, s'intéressant tant au développement de l'art moderne qu'à la situation politique de l'Europe. Il a traversé les guerres et révolutions qui ont secoué l'Europe dans la première moitié du XXe siècle : sensible aux implications sociales et politiques qui en découlèrent, il s'impliqua activement dans le Conseil révolutionnaire des soldats à Bruxelles établi le 10 novembre 1918 et, dans une moindre mesure, dans la révolte spartakiste de Berlin. Einstein, du fait de sa confession juive, fut en outre directement concerné par la violente vague d'antisémitisme qui balaya l'Europe tout au long de son existence.
Carl Einstein fut en son temps un auteur et critique d'art connu, notamment avec son premier roman, Bébuquin ou les dilettantes du miracle, paru en 1912, son ouvrage La Sculpture nègre, paru en 1915, qui fit de lui le véritable découvreur de l'art africain en Europe et lui valut une invitation à enseigner au Bauhaus, invitation qu'il déclina, ou sa célèbre pièce de théâtre Die Schlimme Botschaft, en 1921. Einstein collabora en outre à nombre de revues et de projets collectifs, parmi lesquels la revue Die Aktion de Franz Pfemfert et la célèbre revue Documents : Doctrines, Archéologie, Beaux-arts, Ethnographie, en collaboration avec Georges Bataille.
À la suite d'une campagne de diffamation menée par des extrémistes de droite contre sa pièce Die Schlimme Botschaft, qui le fit condamner pour blasphème en 1922, Einstein quitta volontairement l'Allemagne (alors sous le régime de la république de Weimar) pour s'installer principalement en France, faisant toutefois des incursions régulières dans son pays, jusqu'à l'arrivée d'Adolf Hitler au pouvoir en 1933, qui marqua son exil définitif. Proche de Jean Renoir, il coécrit avec lui en 1935 le film Toni.
De 1936 à 1938, Einstein s'engagea comme combattant dans la guerre d'Espagne. À Barcelone, il rejoint les rangs de la Confédération nationale du travail au sein du Groupe international de la Colonne Durruti. Le 22 novembre 1936, il prononce l'oraison funèbre de Buenaventura Durruti.

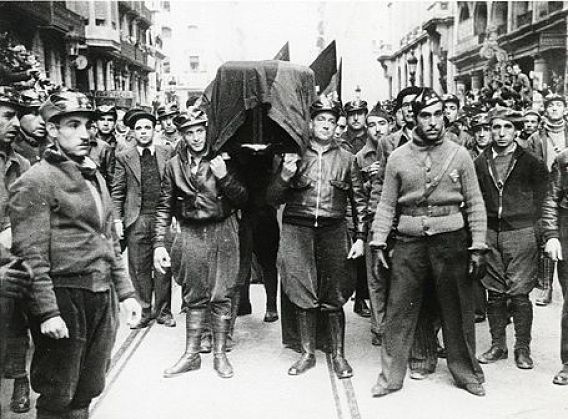
Enterrement de Buenaventura Durruti le 23 novembre 1936 à Barcelone.

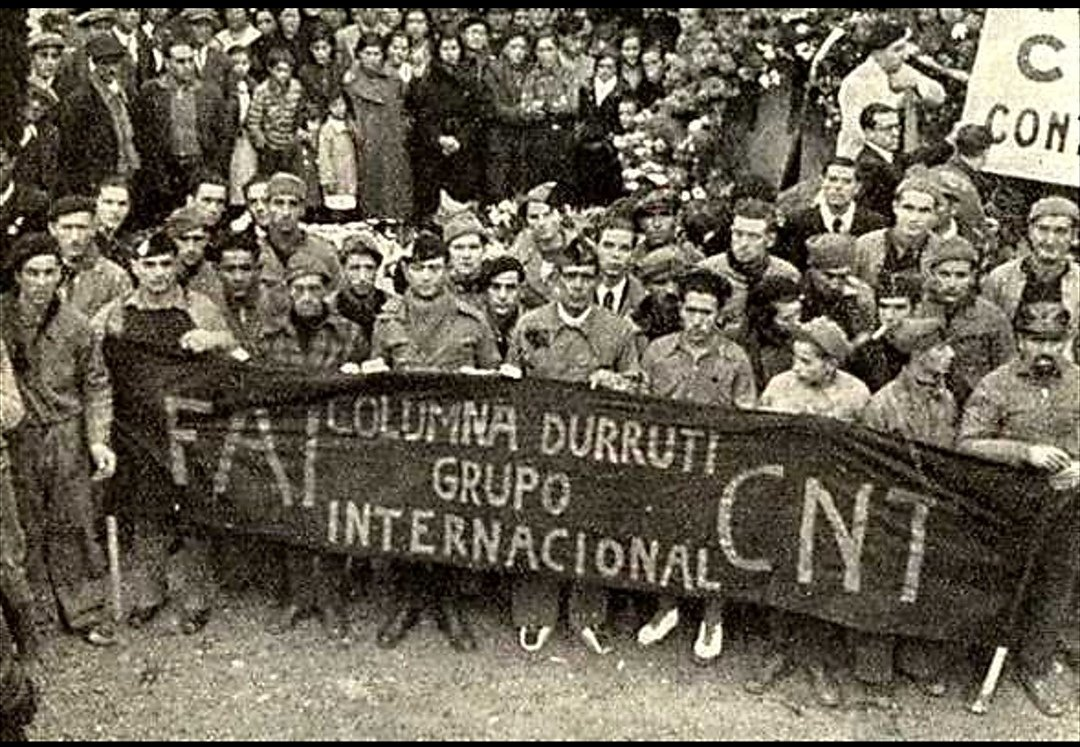
Le Groupe International de la Colonne Durruti à l’enterrement de Buenaventura Durruti (Barcelone, le 23 novembre 1936).

Après la déroute des républicains, il retourna en France où il fut arrêté et emprisonné au printemps 1940 près de Bordeaux, en même temps que d'autres émigrés allemands. Il fut finalement libéré en juin 1940 en raison du chaos qui régnait en France face à la rapidité de l'invasion allemande. Pris au piège à la frontière franco-espagnole, il se suicida le 3 juillet 1940 pour échapper aux persécutions nazies, en se jetant du pont surplombant le gave de Pau, à la hauteur du sanctuaire de Notre-Dame de Bétharram, après qu'il eut été recueilli quelques jours auparavant par les moines. Il est enterré dans le vieux cimetière situé au pied de l'église de Boeil-Bezing, village entre Lestelle-Betharram et Pau.
Arthur Koestler écrit cependant, dans La Lie de la terre le 15 juillet 1940, « il s'est jeté dans le gave d'Oloron », près de Navarrenx.

## Œuvre écrite
- Bebuquin oder die Dilettanten des Wunders. Ein Roman, Berlin, Verlag der Wochenschrift, Die Aktion, 1912
- Neue Blätter, Berlin, Baron, 1912
- Wilhelm Lehmbrucks graphisches Werk, Berlin, Cassirer, 1913
- Negerplastik, Leipzig, Verlag der weißen Bücher, 1915
- Der Unentwegte Platoniker, Leipzig, Wolff, 1918
- Afrikanische Plastik, Berlin, Wasmuth, 1921 (Orbis pictus, Weltkunst-Bücherei, 7)
- Die Schlimme Botschaft, Berlin, Rowohlt, 1921
- Der Frühere Japanische Holzschnitt, Berlin, Wasmuth, 1922 (Orbis pictus, Weltkunst-Bücherei, 16)
- Afrikanische Märchen und Legenden, Herausgegeben von Carl Einstein, Rowohlt, 1925, Neuausgabe (1980) MEDUSA Verlag Wölk + Schmid, Berlin
- African Legends, edited by Carl Einstein, First english edition, Pandavia, Berlin 2021.  (ISBN 9783753155821)
- Die Kunst des 20. Jahrhunderts, Berlin, Propyläen, 1926 (Propyläen-Kunstgeschichte, 16)
- Entwurf einer Landschaft, Paris, Kahnweiler/Galerie Simon, 1930, avec 5 lithographies de Gaston-Louis Roux
- Giorgio di Chirico, Berlin, Galerie Flechtheim, 1930
- Die Kunst des XX. Jahrhunderts, Berlin, Propyläen, 1931
- Georges Braque, Paris : Éditions des chroniques du jour, Londres : Zwemmer, New York : E. Weyhe, 1934

### Traductions françaises
- Carl Einstein, Vivantes Figures, Editions rue d'Ulm, Paris, 2019.  (ISBN 978-2-7288-0637-9)
- Carl Einstein, La Sculpture Africaine, Les Editions G. Crès & Cie, Paris, 1922, traduit de l'allemand par Thérèse et Raymond Burgard.
- Carl Einstein, Bébuquin ou les dilettantes du miracle, traduit de l'allemand par Sabine Wolf, EST-Samuel Tastet Éditeur, 1986.
- Repris et réédité sans autorisation par Les presses du réel, 2000  (ISBN 978-2-84066-048-4)
- Carl Einstein, Georges Braque, traduction Jean-Louis Korzilius, introduction de Liliane Meffre, Bruxelles, éd. La Part de l'œil, 2003  (ISBN 2-930174-31-5)
- Carl Einstein & Daniel-Henry Kahnweiler, Correspondance 1921-1939, présentée et annotée par Liliane Meffre, Marseille, éd. André Dimanche, 1993, éd. traduite  (ISBN 2-86916-055-0).
- Carl Einstein, Ethnologie de l'art moderne, éd. Liliane Meffre, Marseille, éd. André Dimanche, 1993.
- Carl Einstein, La Sculpture nègre, traduction et introduction de Liliane Meffre, éd. L'Harmattan, 1998.
- Carl Einstein, Les arts de l’Afrique, présentation et traduction de Liliane Meffre, éd. Jacqueline Chambon, 2015.

### Film
- 2000 : Bebuquin - Rendezvous mit Carl Einstein de Lilo Mangelsdorff avec Hanns Zischler, variation entre le roman Bebuquin et la vie de l'auteur.

#### Bases de données et notices
- (de) Site officiel
- Ressources relatives à la recherche :   - The Academic Family Tree
  - Dictionary of Art Historians
- Ressources relatives aux beaux-arts :   - AGORHA
  - Union List of Artist Names
- Ressources relatives à l'audiovisuel :   - Africultures
  - IMDb
- Ressource relative au spectacle :   - Les Archives du spectacle
- Ressource relative à la musique :   - MusicBrainz
- Notices dans des dictionnaires ou encyclopédies généralistes :   - Brockhaus
  - Deutsche Biographie
  - Internetowa encyklopedia PWN
  - Treccani
  - Universalis
- Notices d'autorité :   - VIAF
  - ISNI
  - BnF (données)
  - IdRef
  - LCCN
  - GND
  - Italie
  - Japon
  - CiNii
  - Espagne
  - Belgique
  - Pays-Bas
  - Pologne
  - Israël
  - NUKAT
  - Catalogne
  - Suède
  - Vatican
  - WorldCat
- Notice biographique sur  L'Éphéméride anarchiste